# Majid Musisi
Majid Musisi (Kampala, 24 dicembre 1965 – Bwaise, 13 dicembre 2005) è stato un calciatore ugandese, di ruolo attaccante.

## Palmarès

### Club

#### Competizioni nazionali
- Campionato ugandese: 9

Villa: 1986, 1987, 1988, 1989, 1990, 1992, 1999, 2000, 2001
- Coppa d'Uganda: 4

Villa: 1986, 1988, 1989, 2000

#### Competizioni internazionali
- Coppa Kagame Inter-Club: 1

Villa: 1987